# Exeed VX
EXEED VX — полноразмерный внедорожник, серийное производство началось с 2021 года. Флагманская модель  бренда EXEED.

## История
Первоначально модель была представлена в качестве концепта на автосалоне в Гуанчжоу в ноябре 2019 года.
Серийная версия, практически идентичная концепту, была представлена на Пекинском автосалоне в сентябре 2020 года.
Продажи в Китае официально начались в марте 2021 года.
В декабре 2023 года на рынке России, стала доступна рестайлинговая версия модели. Платформа была обновлена до M3X 2.0 с повышенной прочностью кузова и переработанной системой подвески. Внешние изменения минимальны и касаются в основном оформления передней части. Салон был переработан полностью. Добавлен ряд премиальных опций. Линейка двигателей осталась прежней, но 7-ступенчатый «робот» был заменён 8-ступенчатым «автоматом».

## На рынке России
Продажи в России начались в декабре 2021 года. За 2022 год продано 3824 единицы.
EXEED VX стал официальным автомобилем ПМЭФ-2023.
Доступен с одним вариантом двигателя — 2-литровым бензиновым турбомотором, который дефорсирован специально для России с 254 до 249 л. с.
Модель вначале была представлена в двух комплектациях: President и President Limited Edition, стоимость на лето 2024 года 6 млн. и 6,3 млн соответственно, в августе 2024 года появилась «стартовая» комплектация Prestige с начальной стоимостью 5,7 млн рублей.

## Технические характеристики
Кроссовер построен на платформе M3X (той же, что у модели TXL, только слегка увеличенной), созданной в сотрудничестве с австрийской компанией Benteler.
Доля высокопрочной стали в каркасе кузова — 70 %:
- Предел прочности достигает 1500 МПа. Из такой стали строят подводные лодки.
- В конструкции применяется двухсторонний оцинкованный стальной лист высококлассных марок с коэффициентом использования 54 %.

Двигатель для РФ — 2,0 TGDI 249 л. с. SQRF4J20C.
Коробка передач — 7-ступенчатый «робот» Getrag с двумя «мокрыми» сцеплениями:
- Максимальный крутящий момент — 385 Нм.
- Высокий уровень эффективности и динамики (практически непрерывный разгон).
- Полностью электронное управление с возможностью ручного выбора передач при помощи подрулевых переключателей лепесткового типа.
- Усовершенствованный алгоритм выбора режима на селекторе.
- Наличие трех режимов — Eco, Normal, Sport.
- Эффективное охлаждение — при движении в трафике и пробках коробка работает без перегревов.
- Взаимодействие с функцией AutoHold для снижения нагрузки в пробках.
- Разгон от 0 до 100 км/ч — 8,5 сек., комбинированный расход — 8,5 л на 100 км.

Привод — полный, подключение задней оси через муфту BorgWarner.
Передняя подвеска — независимая «МакФерсон» со стабилизатором поперечной устойчивости.
Задняя подвеска — независимая многорычажная на подрамнике и со стабилизатором поперечной устойчивости.

## Особенности
Все комплектации оснащены LED-фарами с функцией освещения в поворотах, которая активируется при включении указателя поворотов, при угле поворота руля > 50 градусов и скорости < 60 км/ч, при движении задним ходом.
Приветственный логотип EXEED, проецируемый на поверхность дороги перед дверью водителя.
Алюминиевая защита в нижней части двойных выхлопных труб.
Панорамное остекление салона.
Площадь панорамной крыши — 1,12 кв. м.
Кожаные сиденья премиум-класса анатомической формы от поставщика Lear.
Водительское сиденье с регулировками в 8 направлениях и настройкой поясничного упора в 4 направлениях.
Уровень шума на холостом ходу в салоне автомобиля — всего 38,5 дБ.
36 мест для хранения вещей внутри салона.
Багажник
| Глубина, мм  | VX   |
| До 3-го ряда | 276  |
| До 2-го ряда | 1015 |
| До 1-го ряда | 1974 |

Успешно пройдены испытания в различных климатических условиях в диапазоне температур от -25 до +45 градусов Цельсия.
VX адаптирован к холодному климату и включает полный зимний пакет:
1. Дистанционный запуск двигателя с помощью ключа.
2. Обогрев ветрового стекла и форсунок.
3. Обогрев зеркал заднего вида.
4. Обогрев заднего стекла.
5. Обогрев сидений 1-го и 2-го рядов.
6. Обогрев руля.
7. Отдельные дефлекторы 2-го и 3-го рядов.

Безопасность
В рамках испытаний модели EXEED VX в Китайском центре автомобильных технологий и исследований (CATARC) был проведён уникальный краш-тест со столкновением двух автомобилей на встречных курсах.
Скорость каждого в момент удара составляла 64 км/ч, что в сумме дало скорость в точке контакта ~ 128 км/ч. Впервые в мире два автомобиля, движущиеся с такой относительной скоростью, прошли испытание на открытый удар с 25%-ным перекрытием и углом схождения траекторий 15°.
Конструкция кузова сохранила целостность, порог и передняя стойка не деформировались явным образом, двери не оторвались от кузова при ударе, а замок и петли двери не вышли из строя. Двери, не подвергшиеся ударам, открывались, боковые подушки и шторки безопасности на стороне удара сработали, сиденья и ремни безопасности не вышли из строя после удара.
EXEED VX на платформе M3X MARS подтвердил соответствие международным стандартам безопасности: C-NCAP (China), EURO-NCAP (Europe), IIHS (USA & Canada) и FMVSS (USA).
В 2021 году EXEED VX прошёл краш-тест C-NCAP и получил пять звезд. В ходе испытаний безопасность кроссовера оценили на 92,4 % из 100. EXEED VX заработал 20 баллов из 20 за боковой удар. Фронтальный удар с полным перекрытием — 18,9 балла. Удар с 40%-ным перекрытием VX отработал на 18,7. Также стоит отметить высокий показатель активной безопасности — 10,6 балла из 11.
Системы активной и пассивной безопасности:
- Высокопрочный кузов с усиленным каркасом.
- 6 подушек безопасности.
- ESP Bosch 9.3.
- Система контроля давления в шинах TMPS.
- Системы помощи водителю ADAS.
- Система кругового обзора 360°.
- Полностью светодиодные интеллектуальные фары.
- Датчик дождя и света.
- Бесключевой доступ и запуск двигателя.

Подсистемы ESP Bosch 9.3
| Антиблокировочная тормозная система (ABS + EBD)                             |
| Система стабилизации и динамического управления (VDC)                       |
| Система контроля крутящего момента при замедлении (DTC)                     |
| Система распределения тормозных сил в повороте (CBC)                        |
| Антипробуксовочная система с эл. блокировкой дифференциала (TCS + EDL)      |
| Система помощи при старте в гору (HHC) и спуске с горы (HDC)                |
| Система помощи при экстренном торможении (HBA)                              |
| Система автоматического удержания стояночным тормозом (AutoHold)            |
| Предупреждение об опасности при экстренном торможении (Hazard warning)      |
| Функция контроля аварийного торможения при помощи стояночного тормоза (CDP) |
| Система уменьшения крена и вероятности опрокидывания (RMI + RMF)            |
| Гидравлический усилитель тормозов (HBB)                                     |
| Функция сушки и очистки тормозных дисков (BDW)                              |

Системы помощи водителю ADAS
| Адаптивный круиз-контроль ACC                             | Adaptive cruise control                        |
| Система предупреждения о фронтальном столкновении FCW     | Pre-collision system warning                   |
| Система автономного экстренного торможения AEB            | Adaptive emergency brake                       |
| Ассистент удержания в полосе LKA                          | Lane keeping assist                            |
| Система помощи в пробках TJA / ICA                        | Traffic jam assist / intelligent cruise assist |
| Предупреждение о покидании полосы LDW                     | Lane departure warning                         |
| Автоматическое переключение ближнего / дальнего света IHC | Intelligent high-beam control                  |
| Система распознавания знаков TSR                          | Traffic sign recognition                       |
| Система контроля слепых зон BSD                           | Blind spot detection                           |
| Система смены полосы движения LCA                         | Lane change assist                             |
| Предупреждение о заднем перекрестном столкновении RCTW    | Rear cross traffic warning                     |
| Предупреждение о наезде сзади RCW                         | Rear collision warning                         |
| Предупреждение о быстром приближении автомобиля CVW       | Rear-end collision warning                     |
| Ассистент при открывании дверей DOW                       | Door open warning                              |

Поставщики оборудования
| Элемент автомобиля             | Поставщик   |
| Подвеска                       | Benteler    |
| Рулевое управление             | Bosch-Huayu |
| Система VDC (ESP)              | Bosch       |
| Сиденья                        | Lear        |
| Коробка передач                | SAGW        |
| Термоформованные детали кузова | Benteler    |
| Электропроводка                | Aptiv       |
| Шумоизоляция и ковры           | GSK Group   |
| Ремни безопасности             | Autoliv     |
| Контроллеры (процессоры)       | Neusoft     |
| Электронный блок управления    | Uaes        |
| Шины                           | Continental |

## Комплектации для России
President
Комфорт:
- Зеркало заднего вида с автозатемнением.
- Атмосферная многоцветная подсветка.
- Обогрев передних сидений.
- Обогрев сидений 2-го ряда.
- Обогрев рулевого колеса.
- Обогрев лобового стекла.
- Обогрев форсунок стеклоомывателя.
- Вентиляция передних сидений.
- Водительское сиденье с электрической регулировкой поясничного упора.
- Водительское сиденье с электрической регулировкой в 8 направлениях, с памятью настроек.
- Пассажирское сиденье с электрической регулировкой в 6 направлениях.
- Складная спинка сиденья 2-го ряда в соотношении 1/3-2/3 (в ровный пол).
- Складная спинка сиденья 3-го ряда (в ровный пол).
- Подголовники всех сидений с регулировкой по высоте.
- Климат-контроль (3 зоны) c интеллектуальной системой очистки воздуха и фильтрации (AQS).
- Дефлекторы для 2-го и 3-го рядов сидений.
- Многофункциональное кожаное рулевое колесо.
- Рулевая колонка с механической регулировкой в 4 направлениях (по вылету и углу наклона).
- Подсветка зеркал в солнцезащитном козырьке водителя и пассажира.
- Передний центральный подлокотник с ёмкостью для хранения и подстаканниками.
- Центральный подлокотник 2-го ряда с подстаканниками.
- Ручки для пассажиров с микролифтом.
- Очечник.

Дизайн:
- Окраска металлик (на выбор).
- Рейлинги на крыше.
- Задний спортивный спойлер.
- Светодиодные фары основного света.
- Светодиодные передние дневные ходовые огни.
- Светодиодные задние фонари.
- Боковые зеркала с электрической регулировкой, обогревом, повторителями поворотов.
- Электропривод складывания зеркал.
- Панорамная крыша.
- Наружная подсветка под зеркалами (проекция логотипа).

Колесные диски:  20-дюймовые алюминиевые литые диски с шинами 245/45 R20.
Безопасность:
- Иммобилайзер «ЭРА-ГЛОНАСС» — электронное противоугонное устройство.
- Антиблокировочная тормозная система (ABS).
- Система стабилизации курсовой устойчивости (ESС).
- Система помощи при старте в гору (HSA) и спуске с горы (HDC).
- Задние и передние датчики парковки.
- Камера заднего вида с системой динамической разметки и визуализацией шасси.
- Система кругового обзора 360.
- Система мониторинга давления и температуры в шинах (TMPS).
- Ассистент смены полосы (LCA).
- Система мониторинга слепых зон (BSD).
- Предупреждение о заднем перекрёстном столкновении (RCTW).
- Система предотвращения фронтальных столкновений (FCW + AEB).
- Адаптивный круиз-контроль (АСС).
- Предупреждение о покидании полосы (LDW).
- Система удержания в полосе (LKA).
- Система автопереключения ближнего / дальнего света (IHC).
- Система распознавания знаков (TSR).
- Предупреждение о наезде сзади (RCW).
- Предупреждение о быстром приближении автомобиля (CVW).
- Ассистент при открывании дверей (DOW).
- Подушки безопасности водителя и переднего пассажира.
- Боковые передние подушки безопасности.
- Шторки безопасности.
- Передние ремни безопасности с регулировкой по высоте.
- Напоминание о непристёгнутых ремнях безопасности спереди и сзади.
- Передние ремни безопасности с преднатяжителями и ограничением усилия.
- Ремни безопасности с преднатяжителями сзади.
- Система удержания детских кресел Isofix для задних сидений.
- Автоматическая блокировка дверей на скорости.
- Блокировка замков задних дверей от открывания детьми (детский замок).
- Функция автоматического включения фар при вождении в тёмное время (датчик света).
- Функция автоматического включения работы дворников при дожде (датчик дождя).
- Функция отсрочки выключения фар (Follow me home).
- Компактное запасное колесо.

Управление:
- Режимы движения Eco, Normal, Sport.
- Электрический усилитель рулевого управления с переменным усилием.
- Электрический стояночный тормоз с функцией AutoHold.
- Бесключевой доступ и запуск двигателя кнопкой.
- Электропривод двери багажника (открытие багажника без помощи рук).
- Система «старт-стоп».

Технологии и мультимедиа: радио, 8 динамиков, аудиосистема премиум-класса Sony.
Навигация:
- Встроенный регистратор.
- Голосовое управление.
- Беспроводная зарядка для телефона.
- Большой сенсорный емкостный дисплей 12.3".
- Цветной экран с бортовым компьютером в панели приборов 12.3".
- Тачпад для управления радио и другими функциями мультимедиа.
- Доступ к навигации, видеофайлам, интернет через смартфон на экране автомобиля*.
- Проекционный дисплей.
- Система «Свободные руки» (Hands free) с Bluetooth-связью с мобильным телефоном.
- 2 USB-разъёма спереди, 1 USB-разъём на 2-м ряду, 1 USB-разъём на 3-м ряду.
- Розетка на 12 V спереди.

President LE + к комплектации President
- Пакет отделки экстерьера Limited Edition: надпись EXEED спереди и сзади в бронзовом цвете, декоративная накладка на бампер сзади, особый дизайн решётки радиатора.
- Кожа Prestige Brown (коричневый салон).
- Аудиосистема Sony с 8 динамиками серебристого цвета.
- USB-разъём, Type-C (только зарядка).
- Автоматическая подножка для удобства посадки.
- Затемнённые окна для задних рядов.
- Регулировка сиденья пассажира спереди со стороны 2-го ряда.
- Видеорегистратор.
- Обогрев спинок сидений 1-го и 2-го рядов.
- Новый цвет кузова — «эмеральд» (зелёный), доступный только для этой версии.

|                                             | VX PRESIDENT                                                                                                | VX PRESIDENT LIMITED EDITION                                                                                |
| Двигатель                                   | 2.0 TGDI 249 л. с.                                                                                          | 2.0 TGDI 249 л. с.                                                                                          |
| Стоимость                                   | от 5 300 000 ₽                                                                                              | от 5 690 000 ₽                                                                                              |
| Базовые параметры                           | | |
| Длина х ширина x высота, мм                 | 4970 x 1940 x 1788                                                                                          | 4970 x 1940 x 1788                                                                                          |
| Колёсная база, мм                           | 2900 | 2900 |
| Колея колёс (передних/задних), мм           | 1616/1623                                                                                                   | 1616/1623                                                                                                   |
| Снаряжённая масса, кг                       | 1983 | 1983 |
| Полная масса, кг                            | 2438 | 2438 |
| Объём топливного бака, л                    | 65 | 65 |
| Объём бачка омывателя, л                    | 5 | 5 |
| Дорожный просвет, мм                        | 200 | 200 |
| Количество мест                             | 7 | 7 |
| Основные                                    | | |
| Кузов                                       | Несущий кузов                                                                                               | Несущий кузов                                                                                               |
| Привод                                      | Полный | Полный |
| Тип подвески                                | Передняя: независимая, типа McPherson. Задняя: независимая, многорычажная.                                  | Передняя: независимая, типа McPherson. Задняя: независимая, многорычажная.                                  |
| Тормозная система                           | | |
| Тормозные механизмы колёс (передних/задних) | Дисковые вентилируемые / дисковые невентилируемые                                                           | Дисковые вентилируемые / дисковые невентилируемые                                                           |
| Тип стояночного тормоза                     | Электрический                                                                                               | Электрический                                                                                               |
| Усилитель руля                              | | |
| Тип усилителя руля                          | Электрический                                                                                               | Электрический                                                                                               |
| Силовой агрегат                             | | |
| Тип                                         | Рядный четырёхцилиндровый, с распределённым впрыском топлива, турбонагнетателем и промежуточным охлаждением | Рядный четырёхцилиндровый, с распределённым впрыском топлива, турбонагнетателем и промежуточным охлаждением |
| Объём двигателя, см куб.                    | 1998 | 1998 |
| Максимальная мощность кВт/об. мин (л. с.)   | 136,5/5500 (186)                                                                                            | 145/5000 (197)                                                                                              |
| Максимальный крутящий момент, Нм/об. мин    | 183/5500 (249 л. с.)                                                                                        | 183/5500 (249 л. с.)                                                                                        |
| Макс. скорость, км/ч                        | 195 | 195 |
| Разгон до 100 км/ч, сек.                    | 8,5 | 8,5 |
| Топливо                                     | | |
| Расход топлива (город), л/100 км            | 10,4 | 10,4 |
| Расход топлива (трасса), л/100 км           | 7,3 | 7,3 |
| Расход топлива (смешанный), л/100 км        | 8,5 | 8,5 |
| Выбросы CO2 (смешанный), г/км               | 202 | 202 |
| Тип топлива                                 | 95 | 95 |
| Экологический класс                         | Euro 6 | Euro 6 |
| Трансмиссия                                 | | |
| Тип трансмиссии                             | Роботизированная коробка передач 7DCT                                                                       | Роботизированная коробка передач 7DCT                                                                       |

## Галерея

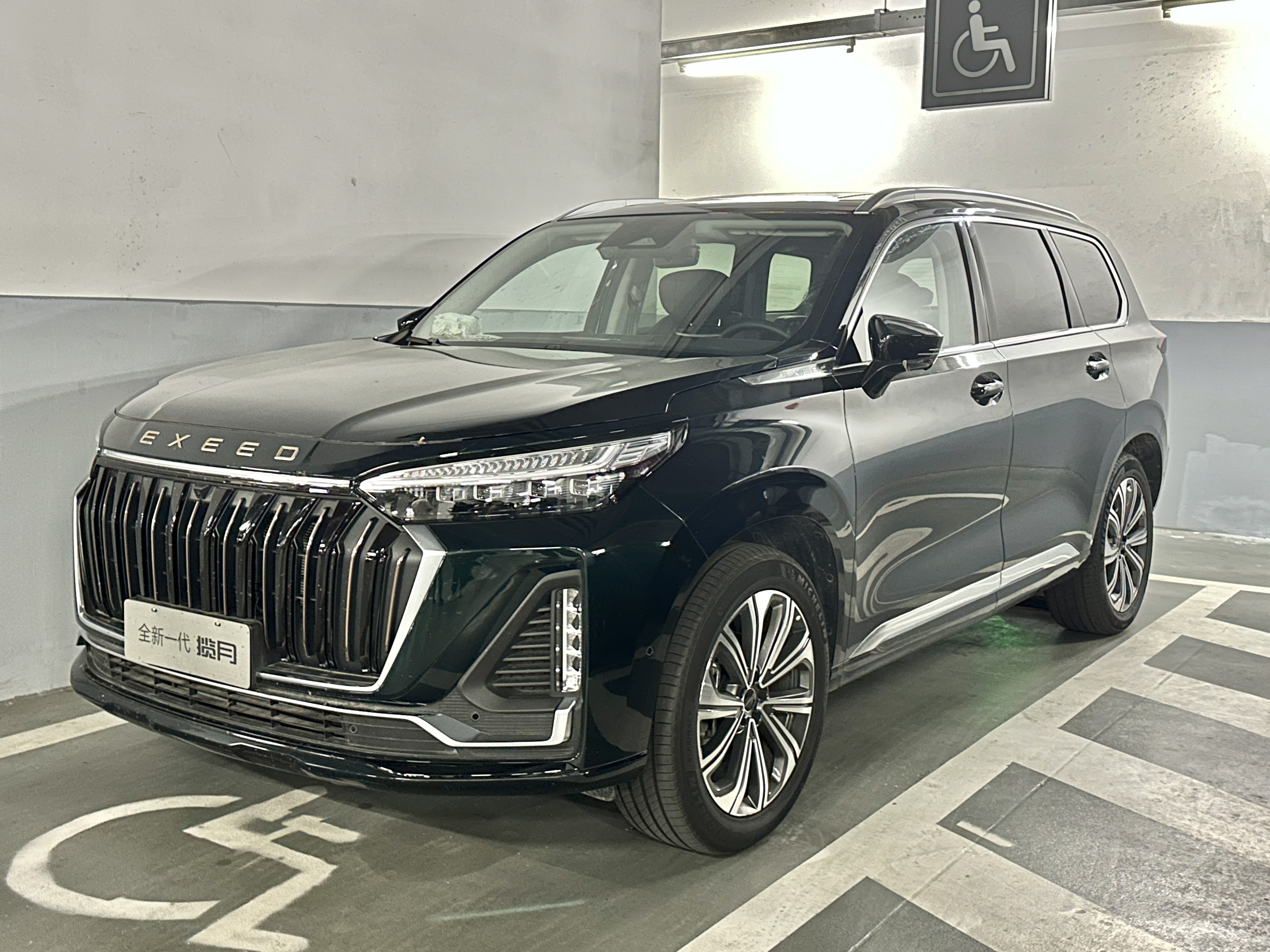
Exeed VX 1 поколение, 2й рестайлинг

## Тест-драйвы
- Самый дорогой «китаец» Exeed VX: стоит ли этот кроссовер своих денег // Российская газета, 11 декабря 2021
- Новый (очень большой!) китайский кроссовер: тест «За рулем» // За рулём, 14 января 2022
- Самый дорогой «китаец»: проверили его бездорожьем! // За рулём, 5 января 2022
- Новый конкурент: испытываем китайский кроссовер // Ведомости, 30 марта 2022
- Поменял Chery Tiggo 8 Pro на Exeed VX // 5 колесо, 27 сентября 2022
- «Блестит и переливается»: отзывы водителей Exeed VX // 5 колесо, 4 января 2023